# بیکوی
شهر بیکوی (به رومانیایی: Băicoi) در شهرستان پرهوا در کشور رومانی واقع شده‌است. جمعیت این شهر ۲۰٬۲۳۴ نفر  است.